# Liste der Mitglieder des Provinziallandtags der Rheinprovinz (26. Sitzungsperiode)
Diese Liste nennt die Mitglieder des 26. Provinziallandtages der Rheinprovinz 1879.

## Hintergrund
Der Provinziallandtag der Rheinprovinz bestand aus 75 Mitglieder, die sich in vier Kurien aufteilten. Die erste Kurie bestand aus vier Standesherren, die über Virilstimmen verfügten. Die Standesherren konnten sich vertreten lassen. Die zweite Kurie bestand aus den Vertretern der Ritterschaft, diese wurden in zwei Wahlkreisen (Regierungsbezirke Koblenz/Trier/Köln und Regierungsbezirke Aachen/Düsseldorf) gewählt. Die dritte Kurie bildeten die Vertreter der Städte. Diese wurden in indirekter Wahl bestimmt. Die vierte Kurie bildeten die Landgemeinden. Diese wählten die Vertreter in doppelt indirekter Wahl: Die Urwähler wählten Wahlmänner, diese dann Bezirkswähler. Wahlkreise waren die Landkreise. Für die Abgeordneten wurden jeweils auch Stellvertreter gewählt.
Der Provinziallandtag trat vom 16. April 1879 bis zum 6. Mai 1879 in Düsseldorf zusammen.

## Liste der Abgeordneten
| Kurie                                | Wahlkreis | Abgeordneter                                   | Anmerkung                                                                                    |
| ------------------------------------ | --- | ---------------------------------------------- | -------------------------------------------------------------------------------------------- |
| Stand der Fürsten, Grafen und Herren | | Fürst Wilhelm zu Wied                          | Landtagsmarschall                                                                            |
| Stand der Fürsten, Grafen und Herren | | Fürst Alfred zu Salm-Reifferscheidt-Dyck       | Dyk bei Neuss                                                                                |
| Stand der Fürsten, Grafen und Herren | | Fürst Alfred von Hatzfeldt                     |                                                                                              |
| Stand der Fürsten, Grafen und Herren | | Fürst Ernst zu Solms-Braunfels                 | vertreten durch Landesrat Herberz                                                            |
| Ritterschaft                         | Aachen/Düsseldorf | Freiherr Friedrich von Bourscheidt             | Haus Rath                                                                                    |
| Ritterschaft                         | Aachen/Düsseldorf | Freiherr Georg von Eerde                       | Landrat, Geldern                                                                             |
| Ritterschaft                         | Aachen/Düsseldorf | Freiherr Adolph von Eynatten                   | königlicher Kammerherr, Düsseldorf                                                           |
| Ritterschaft                         | Koblenz/Trier/Köln | Freiherr Franz Egon von Fürstenberg            | Gimborn, als Stellvertreter                                                                  |
| Ritterschaft                         | Aachen/Düsseldorf | Rudolph Geyr von Schweppenburg                 | Haus Caen, als Stellvertreter                                                                |
| Ritterschaft                         | Aachen/Düsseldorf | Freiherr Friedrich Geyr von Schweppenburg      | Müddersheim                                                                                  |
| Ritterschaft                         | Koblenz/Trier/Köln | Freiherr Theodor Geyr von Schweppenburg        | Kammerherr, Wiesenthal, Vizelandtagsmarschall                                                |
| Ritterschaft                         | Aachen/Düsseldorf | Bruno von Heister                              | Düsseldorf                                                                                   |
| Ritterschaft                         | Koblenz/Trier/Köln | Franz von Kesseler                             | Haus Bock                                                                                    |
| Ritterschaft                         | Koblenz/Trier/Köln | Eugen von Loë                                  | Landrat, Siegburg                                                                            |
| Ritterschaft                         | Koblenz/Trier/Köln | Clemens von Loë                                | Schloss Wissen                                                                               |
| Ritterschaft                         | Aachen/Düsseldorf | Graf Johann Wilhelm von Mirbach                | Harff                                                                                        |
| Ritterschaft                         | Aachen/Düsseldorf | Freiherr Ferdinand von Negri                   | Haus Zweibrüggen                                                                             |
| Ritterschaft                         | Koblenz/Trier/Köln | Graf Maximilian von Nesselrode-Ehreshoven      | Oberhofmeister, Ehreshoven                                                                   |
| Ritterschaft                         | Aachen/Düsseldorf | Freiherr Emmerich Raitz von Frentz             | Königlicher Kammerherr, Schlosshauptmann und Landrat a. D. aus Düsseldorf, Landtagsmarschall |
| Ritterschaft                         | Aachen/Düsseldorf | Freiherr Franz von dem Bottlenberg gen. Schirp | Schloss Baldeney                                                                             |
| Ritterschaft                         | Aachen/Düsseldorf | Hermann Seul                                   | Direktor der Rheinischen Provinzial Feuersocietät, Düsseldorf                                |
| Ritterschaft                         | Koblenz/Trier/Köln | Friedrich von Solemacher-Antweiler             | Grünhaus                                                                                     |
| Ritterschaft                         | Koblenz/Trier/Köln | Franz von Spee                                 | Bürgermeister, Cromfort, als Stellvertreter                                                  |
| Ritterschaft                         | Koblenz/Trier/Köln | Freiherr Edmund von Spies-Büllesheim           | Kammerherr, Haus Hull                                                                        |
| Ritterschaft                         | Koblenz/Trier/Köln | Freiherr Adolph von Steffens                   | Geheimer Legationsrat, Eschweiler                                                            |
| Ritterschaft                         | Koblenz/Trier/Köln | Freiherr Max zu Stolberg-Wernigerode           | Diersfort, als Stellvertreter                                                                |
| Ritterschaft                         | Koblenz/Trier/Köln | Freiherr Adolph von La Valette-St. George      | Professor, Bonn, als Stellvertreter                                                          |
| Ritterschaft                         | Aachen/Düsseldorf | Freiherr Ludolf von Wenge-Wulffen              | Major a. D., Haus Overbach                                                                   |
| Ritterschaft                         | Koblenz/Trier/Köln | Graf Carl zu Westerhold und Gysenberg          | Kammerherr, auf Schloss Arenfels, als Stellvertreter                                         |
| Städte                               | Koblenz | Nicolaus Bremig                                | Advokat-Anwalt und Stadtverordneter, Koblenz                                                 |
| Städte                               | Ratingen, Kaiserswerth, Angermund mit Gerresheim, Mettmann, Langenberg mit Hardenberg, Wülfrath, Velbert, Kronenberg, Steele, Hilden   | Gottfried Friedrich Conze                      | Beigeordneter und Seidenfabrikant, Langenberg                                                |
| Städte                               | Düsseldorf | Heinrich Courth                                | Advokat-Anwalt, Düsseldorf                                                                   |
| Städte                               | Neuss, Grevenbroich, Wevelinghoven, Gladbach, Viersen, Dahlen, Odenkirche, Rheydt, Uerdingen, Kempen, Süchtelen, Dülken, Kaldenkirchen | Theodor Croon                                  | Beigeordneter, M-Gladbach                                                                    |
| Städte                               | Elberfeld | Theodor Dietze                                 | Kaufmann und Beigeordneter, Elberfeld                                                        |
| Städte                               | Barmen | Wilhelm von Eynern                             | Kaufmann, Barmen                                                                             |
| Städte                               | Solingen, Remscheid, Dorp, Gräfrath, Wald, Höhscheid mit Merscheid, Burscheid mit Leichlingen, Opladen mit Neukirchen, Hitdorf         | Carl Friederichs                               | Kaufmann und Beigeordneter, Remscheid                                                        |
| Städte                               | Ehrenbreitstein, Vallendar, Bendorf, Neuwied, Linz, Wetzlar, Braunfels                                                                 | Bernhard Gerecke                               | Kaufmann, Linz, als Stellvertreter                                                           |
| Städte                               | Eupen, Malmédy, Schleiden, Monschau | Andreas von Grand-Ry                           | Gutsbesitzer, Eupen                                                                          |
| Städte                               | Jülich, Eschweiler, Heinsberg, Erkelenz, Geilenkirchen mit Hünshoven, Linnich                                                          | Johann Gymnich                                 | Landgerichtsassessor a. D., Premier-Leutnant und Bürgermeister von Eschweiler                |
| Städte                               | Deutz, Mülheim am Rhein, Gladbach, Gummersbach, Wipperfürth, Siegburg, Königswinter, Neustadt                                          | Wilhelm von Hövel                              | Streichgarnspinnereibesitzer aus B-Gladbach bei Mülheim am Rhein                             |
| Städte                               | Köln | Jakob Horst                                    | Rentner und Stadtverordneter, Köln                                                           |
| Städte                               | Krefeld | Wilhelm Jentges                                | Seidenfabrikant und Stadtverordneter, Krefeld, als Stellvertreter                            |
| Städte                               | Köln | Wilhelm Kaesen                                 | Kaufmann und Stadtverordneter, Köln                                                          |
| Städte                               | Stromberg, Trarbach, Zell, Cochem, Mayen, Andernach, Ahrweiler, Sinzig, Remagen, Simmern                                               | Matthias Joseph Kreuzberg                      | Weinhändler und Stadtverordneter, Ahrweiler                                                  |
| Städte                               | Trier | Louis Lautz                                    | Bankier, Trier                                                                               |
| Städte                               | Bonn, Münstereifel, Euskirchen, Zülpich, Rheinbach, Ehrenfeld                                                                          | Gustav Marcus                                  | Verlagsbuchhändler, Bonn                                                                     |
| Städte                               | Kleve, Wesel, Goch, Gelder, Rheinberg, Moers, Orsoy, Xanten                                                                            | Rudolph von Monschaw                           | Hauptmann a. D., Goch                                                                        |
| Städte                               | Merzig, Prüm, Bitburg, Wittlich, Bernkastel, Saarburg, Neuerburg                                                                       | Eduard Nels                                    | 1. Beigeordneter, Prüm                                                                       |
| Städte                               | Aachen | Ludwig Pelzer                                  | Advokat-Anwalt und Stadtverordneter, Aachen                                                  |
| Städte                               | Saarlouis, Saarbrücken, St. Johann, Ottweiler, St, Wendel, Baumholder                                                                  | Ludwig Heinrich Röchling                       | Kaufmann, St. Johann                                                                         |
| Städte                               | Kreuznach, Kirn, Sobernheim, St. Goar, Boppard, Oberwinter, Bacharach, Stromberg                                                       | Victor Sahler                                  | Bankier und Beigeordneter, Kreuznach                                                         |
| Städte                               | Lennep, Ronsdorf, Lüdringhausen, Radevormwald, Burg, Hückeswagen, Wermelskirchen                                                       | Hugo Troost                                    | Fabrikant, Hückeswagen                                                                       |
| Städte                               | Duisburg, Mülheim an der Ruhr, Essen, Kettwig, Werden, Ruhrort, Dinslaken, Emmerich, Rees, Isselburg                                   | Ernst Waldthausen                              | Kommerzienrat, Essen                                                                         |
| Städte                               | Düren, Gemünd, Stolberg, Burtscheid, Schleiden                                                                                         | Julius Friedrich von Werner                    | Bürgermeister, Stolberg, als Stellvertreter                                                  |
| Landgemeinden                        | Geldern, Kempen | Tillmann Bönninger                             | Gutsbesitzer, Hüls                                                                           |
| Landgemeinden                        | Moers, Krefeld | Julius von Bönninghausen                       | Gutsbesitzer, Hollandshof                                                                    |
| Landgemeinden                        | Gladbach, Neuss, Grevenbroich | Werner Breuer                                  | Gutsbesitzer, Giesenkirchen                                                                  |
| Landgemeinden                        | Regierungsbezirk Saarbrücken | Wilhelm Hartung                                | Fabrik- und Gutsbesitzer, Saarbrücken                                                        |
| Landgemeinden                        | Bernkastel, Wittlich | Friedrich Hermann                              | Gutsbesitzer, Mülheim an der Mosel, als Stellvertreter                                       |
| Landgemeinden                        | Bonn, Euskirchen, Rheinbach | Franz Horster                                  | Bürgermeister a. D. und Gutsbesitzer, Hersel                                                 |
| Landgemeinden                        | Altenkirchen, Wetzlar | Adolph Jagenberg                               | Gutsbesitzer, Almersbach                                                                     |
| Landgemeinden                        | Jüllich, Düren | Jakob Jansen                                   | Gutsbesitzer, Binsfeld                                                                       |
| Landgemeinden                        | Aachen, Geilenkirchen | Friedrich Adolph Kockerols                     | Gutsbesitzer, Leiffarth                                                                      |
| Landgemeinden                        | Daun, Prüm, Bitburg | Johann Peter Limbourg                          | Gutsbesitzer, Bitburg                                                                        |
| Landgemeinden                        | Regierungsbezirk Düsseldorf | Felix von Loë                                  | Landrat a. D., Hassum                                                                        |
| Landgemeinden                        | Regierungsbezirk Düsseldorf | Arnold Maas                                    | Gutsbesitzer, Schwelgern                                                                     |
| Landgemeinden                        | Eupen, Malmedy, Schleiden, St. Vith | Stephan Joseph Mattonet                        | Gutsbesitzer, St. Vith                                                                       |
| Landgemeinden                        | Adenau, Ahrweiler, Zell | Josef Merzbach                                 | Papierfabrikant, Brohl                                                                       |
| Landgemeinden                        | Regierungsbezirk Köln | Hugo Mund                                      | Hauptmann a. D. und Gutsbesitzer, Brücken                                                    |
| Landgemeinden                        | Land- und Stadtkreis Trier | Wilhelm Rautenstrauch                          | Gutsbesitzer, Eitelsbach                                                                     |
| Landgemeinden                        | Neuwied | Adolph Reinhard                                | Ökonom, Heddesdorf                                                                           |
| Landgemeinden                        | Saarburg, Merzig, Saarlouis | Johann Baptist Reusch                          | Gutsbesitzer, Bürgermeister und Posthalter, Lebach                                           |
| Landgemeinden                        | Heinsberg, Erkelenz | Johann Hubert Schlick                          | Gutsbesitzer, Holzweiler                                                                     |
| Landgemeinden                        | Siegburg, Waldbröl | Franz Strunk                                   | Bürgermeister und Gutsbesitzer, Warth                                                        |
| Landgemeinden                        | Cochem, Mayen | Karl Friedrich Theisen                         | Gutsbesitzer, Lutzerath                                                                      |
| Landgemeinden                        | Kreuznach, Simmern | Heinrich Trapp                                 | Ökonom, Waldböckelheim                                                                       |
| Landgemeinden                        | Kreis Köln, Bergheim | Joseph Hubert Weidt                            | Bürgermeister a. D. und Gutsbesitzer, Großkönigsdorf                                         |
| Landgemeinden                        | Düsseldorf, Solingen, Mettmann, Lennep                                                                                                 | Julius Wolters                                 | Rittergutsbesitzer, Düsseldorf                                                               |
| Landgemeinden                        | Koblenz, St. Goar | Adolph Wunderlich                              | Ökonom, Neuwied                                                                              |